# USS LST-675
O USS LST-675 foi um navio de guerra norte-americano da classe LST que operou durante a Segunda Guerra Mundial.